# Hu Hailan

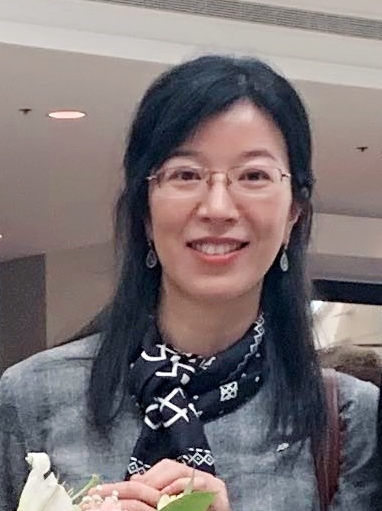
Hu Hailan (2019)

Hu Hailan (chinesisch 胡海岚, Pinyin Hú Hǎilán; geb. 1973 in Dongyang) ist eine chinesische Neurowissenschaftlerin. Sie ist Exekutivdirektorin am Zentrum für Neurowissenschaften an der medizinischen Fakultät der Zhejiang-Universität in Hangzhou. Sie untersucht die neuronalen Mechanismen, durch die soziales Verhalten gesteuert wird und die psychiatrischen Erkrankungen zugrunde liegen. Hu konnte einen wesentlichen Mechanismus für die antidepressive Wirkung von Ketamin aufklären.

## Herkunft und Ausbildung
Hu Hailan wurde 1973 in Dongyang in der ostchinesischen Provinz Zhejiang geboren. Sie schloss ihr Grundstudium in Biochemie und Molekularbiologie an der Peking-Universität 1996 als Bachelor of Science ab.
Nach einem Jahr als Forschungstechnikerin an der University of California, San Francisco absolvierte sie ein Aufbaustudium an der University of California, Berkeley. Unter der Leitung von Corey S. Goodman untersuchte Hu die Rolle des Plexin-Rezeptors und der Rho-GTPasen bei der Entwicklung des zentralen Nervensystems bei Drosophila. Plexine sind Rezeptoren, die an der Axonführung beteiligt sind, und Hu entdeckte eine sieben Aminosäuren umfassende Sequenz in Plexin, PlexB, die für die Steuerung der Bindung zwischen Rac-Proteinen (speziellen GTPasen) und Guanosintriphosphat (GTP) wesentlich und damit für die Axonführung notwendig ist. In weiteren Arbeiten fand Hu heraus, dass CrossGAP, ein GTPase-aktivierendes Protein, für die Regulierung von Rac-abhängigen Veränderungen des Zytoskeletts während der Axonführung im Drosophila-Modell verantwortlich ist. Hu schloss ihre Promotion im Jahr 2002 ab.
Anschließend arbeitete Hu als Postdoktorandin unter der Leitung von Julius Zhu und Roberto Malinow an der University of Virginia. 2004 wechselte sie an das Cold Spring Harbor Laboratory und 2006 an die University of California, San Diego, wo sie ihre Arbeit unter ihrem Mentor Malinow fortsetzte. Während ihrer Postdoc-Zeit untersuchte Hu die Rolle des AMPA-Rezeptor-Traffics bei der emotionalen Verstärkung der Gedächtnisbildung sowie die Rolle der Ras-GTPase-Signalübertragung beim Fragiles-X-Syndrom.

## Karriere und Forschung
2008 kehrte Hu nach China zurück und ging an das Institut für Neurowissenschaften der Chinesischen Akademie der Wissenschaften in Shanghai, wo sie Leiterin des Hu Labs wurde. Ihr Labor konzentrierte sich auf die neuronalen Mechanismen sozialer Dominanz bei Mäusen sowie auf die neuronalen Mechanismen von Depressionen und die antidepressive Wirkung von Ketamin. Ihr Labor leistete Pionierarbeit bei der Erforschung der neuronalen Korrelate des sozialen Ranges. 2015 wurde Hu als Professorin und leitende Forscherin an die QuiShi Academy for Advanced Studies der Medical School of Zhejiang University in Hangzhou berufen. Hu wurde außerdem geschäftsführende Direktorin des Zentrums für Neurowissenschaften an der Zhejiang University School of Medicine.

### Neuronale Systeme der sozialen Dominanz
Hu und ihr Labor leisteten Pionierarbeit bei der Untersuchung neuronaler Schaltkreise, die den sozialen Rang steuern. Im Jahr 2011 konnten sie zeigen, dass Neuronen im Medialen präfrontalen Kortex (mPFC) von Mäusen rangspezifische Informationen kodieren. Dabei führte die Manipulation der Synapsenstärke im mPFC zu einer Auf- oder Abwärtsbewegung in der sozialen Hierarchie, was darauf hindeutet, dass diese Neuronen bei den neuronalen Prozessen, die den sozialen Rang bestimmen, eine grundlegende Rolle spielen.
Hu und ihr Team untersuchten anschließend die Auswirkungen des Gewinns eines sozialen Wettbewerbs auf die sozialen neuronalen Schaltkreise über den Dominanzrang hinweg und fanden heraus, dass die Aktivierung des dorsomedialen präfrontalen Kortex (dmPFC) das Gewinnen in sozialen Wettbewerben fördert. Insbesondere die medialen dorsalen thalamischen (MDT) Eingänge zum dmPFC führten bei Stimulation zu verstärktem Dominanzverhalten durch vermehrte Initiierung von Wettbewerben und anstrengenderen Verhaltensweisen.
Ein wichtiger Beitrag, den Hu und ihr Team leisteten, war die Entwicklung zuverlässiger Tests zur Bewertung von Dominanz in einer Hierarchie. Um Informationen über den Rang einer Maus zu erhalten, wird der sogenannten Röhrchentest eingesetzt. Dabei treffen sich zwei Mäuse aus einem Käfig Kopf an Kopf in einer kleinen Röhre. Da beide Mäuse nicht aneinander vorbei in die Röhre passen, muss die eine Maus zurückweichen. Der Gewinner dieser sozialen Begegnung ist die Maus, die die andere Maus aus der Röhre drängt. Der Röhrchentest wird mehrfach durchgeführt, und die Maus, die die Mausbegegnungen über mehrere Tage hinweg gewinnt und auch auf Dauer gewinnt, gilt als dominante Maus. Die Korrelation zwischen den Ergebnissen des Röhrchentests und der Dominanz ermöglicht es, die neuronalen Korrelate der Dominanz oder andere biologische Phänomene im Zusammenhang mit der Dominanz zu untersuchen.

### Neuronale und gliale Mechanismen der Depression
Hu und ihr Team untersuchen die neuronalen Schaltkreismechanismen, die Depressionen in Nagetiermodellen auslösen. Sie fanden 2013 heraus, dass die Schaltkreise der lateralen Habenula (LHb) durch neuronale Anpassungen, die mit einer Hochregulierung des Enzyms BCamKII verbunden sind, eine Rolle bei Depressionen spielen. Ein Anstieg von BCamKII führt zu einer verstärkten exzitatorischen synaptischen Übertragung und zum Abfeuern von Aktionspotenzialen durch die verstärkte Expression eines bestimmten Subtyps von Glutamatrezeptoren. Hyperaktivität der Habenulae wurde insgesamt mit depressiven Phänotypen in Verbindung gebracht.
In einer weiteren Studie untersuchten Hu und ihr Team die Mechanismen der habenulären Hyperaktivität. Mithilfe einer Proteomanalyse fanden sie Beweise für eine Hochregulierung eines astrozytären Kaliumkanals, Kir4.1, in Rattenmodellen für Depressionen, und die Expressionsprofile dieses Kanals scheinen an den synaptischen Verbindungen zwischen Astrozyten und neuronalen Somas lokalisiert zu sein. Hu fand heraus, dass diese Kanäle die neuronale Erregung und die Erregbarkeit der Neuronen im Lateralen Habenulum steuern. Durch Manipulation der Expressionswerte von Kir4.1 konnten Hu und ihr Team zeigen, dass astrozytäres Kir4.1 die Übererregbarkeit von Neuronen sowie depressive Verhaltenssymptome bidirektional reguliert, was die Rolle von Glia-Neuron-Interaktionen bei psychiatrischen Erkrankungen wie Depression verdeutlicht.
Hu und ihre Kollegen untersuchten auch die Möglichkeit, mit Ketamin auf die Hyperaktivität in den Neuronen der lateralen Habenula einzuwirken, was zu depressiven Phänotypen führt. Ketamin hat sich bereits im klinischen Einsatz als schnell wirkendes Antidepressivum erwiesen, auch wenn die Wirkmechanismen noch nicht vollständig geklärt sind. Hus Forschungsgruppe zeigte, dass die Blockierung der NMDA-Rezeptor-abhängigen Hyperaktivität in den lateralen Habenula durch die Verabreichung von Ketamin die Symptome der Depression in Nagetiermodellen lindern kann. Dabei scheinen die nachgelagerten monoaminergen Belohnungszentren enthemmt zu werden.

## Auszeichnungen
- 2022 UNESCO-L’Oréal-Preis[15]
- 2019 Prize for Scientific and Technological Progress der Ho Leung Ho Lee Foundation[16]
- 2019 IBRO-Kemali-Preis[1]
- 2016 Tan Jia Zhen Life Science Award[17]
- 2015 Chinese Young Female scientist Award[18]
- 2015 Chang Jiang Scholar Award[17]
- 2013 Meiji Life Science Outstanding Award[19]
- 2012 Chinese Outstanding Youth Award[19]
- 2012 und 2014 Excellent Mentorship Award of Chinese Academy of Sciences[19]
- 2010–2012 Shanghai Pujiang Talent Award[19]
- 2009–2012 Chinese Hundred Talent Plan Award[19]
- 2003–2006 Damon Runyon Foundation Postdoctoral Fellowship[19]
- 2002 IBRO fellowships for MBL Neurobiology Course[19]
- 1998–2003 Howard Hughes Medical Institute Predoctoral Fellowship[19]

## Privates
Hu Hailan ist Mitglied der Gesellschaft des 3. September.

## Veröffentlichungen (Auswahl)
- Hu H, Cui Y, Yang Y.: Circuits and functions of the lateral habenula in health and in disease. Nature Reviews. Neuroscience. 2020 DOI:10.1038/s41583-020-0292-4
- Gao Z, Hu H.: Star-like cells spark behavioural hyperactivity in mice. Nature. 2019 571: 43–44. DOI:10.1038/d41586-019-01949-2
- Cui Y, Hu S, Hu H.: Lateral Habenular Burst Firing as a Target of the Rapid Antidepressant Effects of Ketamine. Trends in Neurosciences. 2019 42: 179–191. DOI:10.1016/j.tins.2018.12.002
- Fan Z, Zhu H, Zhou T, Wang S, Wu Y, Hu H.: Using the tube test to measure social hierarchy in mice. Nature Protocols. 2019 DOI:10.1038/s41596-018-0116-4
- Cui Y, Yang Y, Dong Y, Hu H.: Decoding Depression: Insights from Glial and Ketamine Regulation of Neuronal Burst Firing in Lateral Habenula. Cold Spring Harbor Symposia On Quantitative Biology. DOI:10.1101/sqb.2018.83.036871
- Yang Y, Cui Y, Sang K, Dong Y, Ni Z, Ma S, Hu H.: Ketamine blocks bursting in the lateral habenula to rapidly relieve depression. Nature. 2018 554: 317–322. DOI:10.1038/nature25509
- Cui Y, Yang Y, Ni Z, Dong Y, Cai G, Foncelle A, Ma S, Sang K, Tang S, Li Y, Shen Y, Berry H, Wu S, Hu H.: Astroglial Kir4.1 in the lateral habenula drives neuronal bursts in depression. Nature. 2018 554: 323–327. DOI:10.1038/nature25752
- Zhou T, Zhu H, Fan Z, Wang F, Chen Y, Liang H, Yang Z, Zhang L, Lin L, Zhan Y, Wang Z, Hu H.: History of winning remodels thalamo-PFC circuit to reinforce social dominance. Science 2017 (New York, N.Y.). 357: 162–168. DOI:10.1126/science.aak9726
- Wang F, Zhu J, Zhu H, Zhang Q, Lin Z, Hu H.: Bidirectional control of social hierarchy by synaptic efficacy in medial prefrontal cortex. Science 2011 (New York, N.Y.). 334: 693–7. DOI:10.1126/science.1209951
- Hu H, Qin Y, Bochorishvili G, Zhu Y, van Aelst L, Zhu JJ.: Ras signaling mechanisms underlying impaired GluR1-dependent plasticity associated with fragile X syndrome. The Journal of Neuroscience : the Official Journal of the Society For Neuroscience. 2008 28: 7847–62. DOI:10.1523/JNEUROSCI.1496-08.2008
- Hu H, Real E, Takamiya K, Kang MG, Ledoux J, Huganir RL, Malinow R.: Emotion enhances learning via norepinephrine regulation of AMPA-receptor trafficking. Cell. 2007 131: 160–73. DOI:10.1016/j.cell.2007.09.017
- Hu H, Marton TF, Goodman CS.: Plexin B mediates axon guidance in Drosophila by simultaneously inhibiting active Rac and enhancing RhoA signaling. Neuron. 2001 32: 39–51. DOI:10.1016/S0896-6273(01)00453-6